# Antitype langei
Antitype langei là một loài bướm đêm trong họ Noctuidae.